# Haaz Sleiman
Haaz Sleiman (en árabe: هاز سليمان) (Dubái, Emiratos Árabes Unidos; 1 de julio de 1976) es un actor libanés  de cine y televisión, nacido en los Emiratos Árabes Unidos, conocido por su papel de Mohammed 'Momo' De la Cruz en la serie de televisión Nurse Jackie y por la película Eternals (2021) de Marvel Studios. El personaje fue la primera pareja homosexual de un superhéroe en el Universo cinematográfico de Marvel, al lado del actor Brian Tyree Henry.

## Biografía
Sleiman nació en los Emiratos Árabes Unidos y creció en Beirut, Líbano dentro de una familia musulmana. Emigró a Estados Unidos a la edad de 21 años, y se convirtió en actor de cine, televisión y teatro. Tiene la ciudadanía estadounidense por naturalización.

## Trayectoria
En 2006, Sleiman interpretó a un soldado estadounidense en Irak en la serie ER de NBC y, ese mismo año tuvo un papel recurrente cómo un millonario árabe en la serie Company Town de CBS. Interpretó al sospechoso terrorista Heydar en tres episodios de la serie 24 de FOX, y apareció tanto en NCIS como en Veronica Mars en 2007.
Interpretó a Tarek, un inmigrante sirio indocumentado en la película independiente The Visitor, un drama dirigido por Tom McCarthy. También obtuvo pequeños papeles en las cintas American Dreamz y AmericanEast. Uno de sus papeles más conocidos lo obtuvo en Nurse Jackie, interpretando a un enfermero llamado Mohammed "Mo-Mo" De la Cruz, que se estrenó en 2009.
Otros trabajos suyos son The Promise, Nikita, The State y Venice: The  Series. También aparecerá en Eternals de Marvel Studios.

## Vida personal
Sleiman es abiertamente homosexual.

## Filmografía
| Año       | Título                        | Personaje                   | Notas                                |
| --------- | ----------------------------- | --------------------------- | ------------------------------------ |
| 2004      | The Ski Trip                  | Tyson                       | Debut en cine                        |
| 2006      | American Dreamz               | Capitán Mujeheddin          |                                      |
| 2006      | ER                            | Hodgkins                    | Debut en televisión                  |
| 2006      | The Fourth Estate             |                             |                                      |
| 2006      | Company Town                  | Abby Faisal                 |                                      |
| 2007      | 24                            | Heydar                      |                                      |
| 2007      | NCIS                          | Abdul Wahid                 |                                      |
| 2007      | Veronica Mars                 | Nasir Ben-Hafaid            |                                      |
| 2007      | The Visitor                   | Tarek                       | Debut en Hollywood                   |
| 2007      | Futbaal: The Price of Dreams  | Ace                         |                                      |
| 2007      | Assassin's Creed              | Malik A-Sayf (Voz)          |                                      |
| 2008      | AmericanEast                  | Slick Ali                   |                                      |
| 2009      | Nurse Jackie                  | Mohammed 'Mo-Mo' De la Cruz |                                      |
| 2011      | The Promise                   | Omar Habash                 |                                      |
| 2010-2011 | Nikita                        | Kasim Tariq                 |                                      |
| 2011      | CSI: Miami                    | Marcel Largos               |                                      |
| 2011      | Dorfman                       | Cookie                      |                                      |
| 2011      | Assassin's Creed: Revelations | Suleiman                    |                                      |
| 2011      | Ricochet                      | Robert Savich               |                                      |
| 2011      | Meet Jane                     | Agente Joseph Omari         |                                      |
| 2012      | Diablo III                    | Voces adicionales           |                                      |
| 2013      | Beauty & the Beast            | Detective Wolansky          |                                      |
| 2013      | Highland Park                 | Ali Rasheed                 |                                      |
| 2013      | Blue Bloods                   | Teri Damiri                 |                                      |
| 2013      | The Good Wife                 | Zayeed Shaheed              |                                      |
| 2014      | Person of Interest            | Omar Risha                  |                                      |
| 2014      | Covert Affairs                | Khalid Ansari               |                                      |
| 2014      | Reckless                      | Tariq Al Zahrani            |                                      |
| 2015      | Allegiance                    | Scott Tolliver              |                                      |
| 2015      | Killing Jesus                 | Jesus de Nazaret            |                                      |
| 2015      | Those People                  | Tim                         |                                      |
| 2015      | Ideal                         | Fotógrafo                   |                                      |
| 2015      | The Player                    | Farid                       |                                      |
| 2016      | Of Kings and Prophets         | Jonathan                    |                                      |
| 2017      | The State                     | Dr. Rabia                   |                                      |
| 2018      | Jack Ryan                     | Ali                         |                                      |
| 2019      | Love & Debt                   | Scott                       |                                      |
| 2019      | 3022                          | Thomas Dahan                |                                      |
| 2020      | Little America                | Rafiq                       |                                      |
| 2020      | Breaking Fast                 | Mo                          |                                      |
| 2021      | Eternals                      | Ben Stoss                   | Primera superproducción de Hollywood |